# French Open 2005 (Badminton)
Die French Open 2005 im Badminton fanden in Paris vom 12. bis 16. Oktober 2005 statt. Das Preisgeld betrug 10.000 USD.

## Austragungsort
- La Halle Georges Carpentier

## Sieger und Platzierte
| Disziplin    | Gold                              | Silber                       | Bronze |
| ------------ | --------------------------------- | ---------------------------- | ------ |
| Herreneinzel | Stanislav Pukhov                  | Arif Rasidi                  |        |
| Herreneinzel | Stanislav Pukhov                  | Arif Rasidi                  |        |
| Dameneinzel  | Pi Hongyan                        | Anne Marie Pedersen          |        |
| Dameneinzel  | Pi Hongyan                        | Anne Marie Pedersen          |        |
| Herrendoppel | Simon Mollyhus Anders Kristiansen | Chris Tonks Chris Langridge  |        |
| Herrendoppel | Simon Mollyhus Anders Kristiansen | Chris Tonks Chris Langridge  |        |
| Damendoppel  | Elodie Eymard Weny Rahmawati      | Seiko Yamada Shizuka Matsuo  |        |
| Damendoppel  | Elodie Eymard Weny Rahmawati      | Seiko Yamada Shizuka Matsuo  |        |
| Mixed        | Nabil Lasmari Eny Widiowati       | Jacob Chemnitz Julie Houmann |        |
| Mixed        | Nabil Lasmari Eny Widiowati       | Jacob Chemnitz Julie Houmann |        |

## Finalresultate
| Disziplin    | Sieger                            | Finalist                     | Ergebnis           |
| ------------ | --------------------------------- | ---------------------------- | ------------------ |
| Herreneinzel | Stanislav Pukhov                  | Arif Rasidi                  | 15–12, 15–3        |
| Dameneinzel  | Pi Hongyan                        | Anne Marie Pedersen          | 11–1, 11–2         |
| Herrendoppel | Simon Mollyhus Anders Kristiansen | Chris Tonks Chris Langridge  | 15–13, 15–12       |
| Damendoppel  | Elodie Eymard Weny Rahmawati      | Seiko Yamada Shizuka Matsuo  | 15–12, 14–17, 15–6 |
| Mixed        | Nabil Lasmari Eny Widiowati       | Jacob Chemnitz Julie Houmann | 4–15, 15–7, 15–13  |